# Kimi to, Nami ni Noretara
«Піймай свою хвилю» (яп. きみと、波にのれたら, Кімі то, намі ні норетара, Гепберн: Kimi to, Nami ni Noretara, англ. Ride Your Wave) — японський анімаційний фільм 2019 року режисера Юаса Масаакі. Світова прем'єра відбулася на Міжнародному фестиваль анімаційних фільмів в Аннесі 10 червня 2019 року.

## Сюжет
19-річна Хінако Мукаімідзу переїжджає до містечка на узбережжі океану, щоб навчатися в коледжі та займатися серфінгом, не думаючи про майбутнє. Коли під час феєрверку спалахує її будинок, її рятує Мінато Хінагеші, 21-річний пожежник із сильним почуттям справедливості. Хінако приваблює його здібна особистість, і вони зближуються, коли він вчиться кататися на серфінгу. Проводячи дедалі більше часу разом, молоді люди закохуються одне в одного і починають зустрічатися. Але біда наздоганяє саме тоді, коли її не чекали. Після того, як Хінако сказала Мінато, що хвилі найкраще сідлати під час зимового шторму, юнак вирушає серфити в шторм, щоб довести Хінако, що він багато чому в неї навчився, але тоне, рятуючи людину.
Хінако пригнічена новиною про його смерть і переїжджає до квартири подалі від пляжу. Одного дня вона побачила, що він з'являється у воді щоразу, коли вона співає «Brand New Story» — пісню, яку вони часто співали разом. Поки інші не бачать його, Хінако та Мінато знову проводять час разом, навіть на людях. Однак Мінато згадує про свою смертність, коли усвідомлює, що не може фізично доторкнутися до Хінако, і коли його колега Васабі зізнається їй у коханні. Мінато просить Хінако жити далі, але вона відмовляється. Однак вона розуміє, що надто покладається на нього після того, як не дає йому потрапити на небо. Коли Хінако йде вшанувати пам'ять Мінато, його сестра Йоко розповідає їй, що надихнуло Мінато стати пожежником. Хінако дізнається, що саме вона врятувала Мінато від утоплення, коли вони були дітьми, і коли вона розблоковує його телефон, то читає його чернетку з проханням «плисти на своїй хвилі». Вона записується на курси рятувальників, сподіваючись перестати залежати від Мінато. Тим часом Йоко зізнається Васабі, нагадуючи, що саме він надихнув її повернутися до школи, коли над нею знущалися.
Підробляючи на роботі, Йоко підслуховує, що та сама група, яка запускала попередній феєрверк, планує зробити це знову біля покинутої будівлі, де стояла велика ялинка. Хінако супроводжує її, коли вони стежать за групою, щоб зібрати докази. Від феєрверку будівля спалахує, і Хінако та Йоко опиняються в пастці. Однак Хінако викликає Мінато, який спрямовує хвилю води на будівлю, щоб загасити вогонь. Хінако та Йоко спускаються на дошці вниз по хвилі. Після останнього прощання з Йоко, Васабі та Хінако дух Мінато піднімається на небо. Наступного Різдва Хінако, Йоко і Васабі, останні двоє з яких тепер зустрічаються, відвідують портову вежу Чіба, щоб відсвяткувати отримання Хінако сертифікату рятувальниці. Після того, як Йоко і Васабі йдуть, Хінако співає фонтану, але Мінато не з'являється; потім вежа програє повідомлення, записане на прохання Мінато торік, у якому він каже, що любить Хінако і просить її не здаватися і рухатися вперед. Хінако плаче, бо розуміє, що Мінато остаточно покинув її. Однак дівчина знаходить у собі сили жити далі. Фільм закінчується тим, що впевнена у своєму майбутньому Хінако, яка стала рятувальницею, катається хвилями на дошці.

## Актори озвучення
- Рьота Катайосе — Мінато Хінаґеші, 21-річний пожежник
- Ріна Каваей — Хінако Мукаімідзу, 19-річна студентка
- Хонока Мацумото — Йоко Хінаґеші, сестра Мінато
- Кентаро Іто — Васабі Кавамура, друг Мінато

## Критика
На сайті Rotten Tomatoes аніме має рейтинг 93 %, на основі 29 рецензій кінокритиків. Джастін Лоу з «The Hollywood Reporter» відзначає зміну стилю анімації Юаси в бік реалістичності з незмінною амбітністю в кульмінаційних сценах, а також тональну нерівномірність фільму. Кінокритик «Variety» Пітер Дебрюж розкритикував фільм, назвавши його «нудотно сентиментальним». Оглядач «The Japan Times» оцінив «Піймай свою хвилю» на 4/5.

## Нагороди
| Рік  | Премія                                           | Категорія                   | Номінант            | Результат | Прим.  |
| ---- | ------------------------------------------------ | --------------------------- | ------------------- | --------- | ------ |
| 2019 | Міжнародний фестиваль анімаційних фільмів в Ансі | Cristal du long metrage     | «Піймай свою хвилю» | Номінація | [ 7 ]  |
| 2019 | Шанхайський міжнародний кінофестиваль            | Найкращий анімаційний фільм | «Піймай свою хвилю» | Перемога  | [ 8 ]  |
| 2019 | Міжнародний кінофестиваль Фантазія               | Найкращий анімаційний фільм | «Піймай свою хвилю» | Перемога  | [ 9 ]  |
| 2019 | Сіджаський кінофестиваль                         | Найкращий анімаційний фільм | «Піймай свою хвилю» | Перемога  | [ 10 ] |